# Amyris polymorpha
Amyris polymorpha es una especie de planta fanerógama perteneciente a la familia Rutaceae, originaria de Cuba.

## Distribución
Este árbol endémico sólo se encuentra en los bosques restantes de Cabo Cruz en la provincia de Granma, al sureste de Cuba.

## Taxonomía
Amyris polymorpha fue descrita por Nicholas Edward Brown y publicado en Repertorium Specierum Novarum Regni Vegetabilis 21: 64. 1925.